# Ivan Hansen (DKP)
 Der er flere personer med dette navn, se Ivan Hansen.
Ivan Hansen (5. august 1918 i København - 8. marts 2010) var en dansk maskinarbejder og politiker fra Danmarks Kommunistiske Parti. Han var i årene 1978-1981 miljøborgmester i Københavns Kommune.

## Liv og karriere
Faderen var aktiv fagforeningsmand, og Ivan Hansen, som efter endt skolegang blev udlært som maskinarbejder i 1938, var allerede fra sit 15. år aktiv i Danmarks Kommunistiske Ungdom, DKU. Under besættelsen deltog han aktivt i modstandsbevægelsen.
Fra 1940 var han medlem af DKP og sad fra 1963 og 18 år frem i partiets centralkomité. I årene 1974-1978 og 1982-1985 sad han i Københavns Borgerrepræsentation for DKP. I de mellemliggende år var han miljøborgmester (borgmester for Magistratens 5. afdeling) og blev således den anden kommunistiske borgmester i Danmark (og i København). 1981-1986 var Hansen tillige medlem af det koordinerende organ Hovedstadsrådet.
I 1990 var han medstifter af Kommunistisk Forum, som tre år senere blev til Kommunistisk Parti i Danmark. Han var i 10 år fællestillidsmand på B&W Motorfabrik og var i 1994 medstifter af foreningen B&W's Venner. Fra 1971 til 1976 sad han i forretningsudvalget i Folkebevægelsen mod EF.